# Chaourse
|  | No s'ha de confondre amb Chaource. |

Chaourse és un municipi francès situat al departament de l'Aisne i a la regió dels Alts de França. L'any 2007 tenia 552 habitants.

## Demografia

### Població
El 2007 la població de fet de Chaourse era de 552 persones. Hi havia 217 famílies de les quals 53 eren unipersonals (16 homes vivint sols i 37 dones vivint soles), 82 parelles sense fills i 82 parelles amb fills.
La població ha evolucionat segons el següent gràfic:
Habitants censats

### Habitatges
El 2007 hi havia 243 habitatges, 222 eren l'habitatge principal de la família, 7 eren segones residències i 13 estaven desocupats. 237 eren cases i 5 eren apartaments. Dels 222 habitatges principals, 176 estaven ocupats pels seus propietaris, 42 estaven llogats i ocupats pels llogaters i 5 estaven cedits a títol gratuït; 10 tenien dues cambres, 37 en tenien tres, 57 en tenien quatre i 118 en tenien cinc o més. 163 habitatges disposaven pel capbaix d'una plaça de pàrquing. A 87 habitatges hi havia un automòbil i a 87 n'hi havia dos o més.

### Piràmide de població
La piràmide de població per edats i sexe el 2009 era:
| Homes | Edats   | Dones |
| ----- | ------- | ----- |
| 0     | 95 o +  | 0     |
| 0     | 90 a 94 | 0     |
| 0     | 85 a 89 | 4     |
| 4     | 80 a 84 | 4     |
| 4     | 75 a 79 | 20    |
| 20    | 70 a 74 | 8     |
| 8     | 65 a 69 | 32    |
| 16    | 60 a 64 | 24    |
| 8     | 55 a 59 | 8     |
| 12    | 50 a 54 | 8     |
| 20    | 45 a 49 | 20    |
| 28    | 40 a 44 | 24    |
| 32    | 35 a 39 | 16    |
| 20    | 30 a 34 | 8     |
| 4     | 25 a 29 | 20    |
| 32    | 20 a 24 | 12    |
| 28    | 15 a 19 | 16    |
| 8     | 10 a 14 | 4     |
| 20    | 5 a 9   | 12    |
| 4     | 0 a 4   | 20    |

## Economia
El 2007 la població en edat de treballar era de 328 persones, 237 eren actives i 91 eren inactives. De les 237 persones actives 210 estaven ocupades (131 homes i 79 dones) i 27 estaven aturades (10 homes i 17 dones). De les 91 persones inactives 21 estaven jubilades, 22 estaven estudiant i 48 estaven classificades com a «altres inactius».

### Ingressos
El 2009 a Chaourse hi havia 218 unitats fiscals que integraven 537 persones, la mediana anual d'ingressos fiscals per persona era de 15.161 €.

### Activitats econòmiques
Dels 17 establiments que hi havia el 2007, 1 era d'una empresa de fabricació d'altres productes industrials, 5 d'empreses de construcció, 2 d'empreses de comerç i reparació d'automòbils, 2 d'empreses de transport, 2 d'empreses immobiliàries, 2 d'empreses de serveis i 3 d'empreses classificades com a «altres activitats de serveis».
Dels 5 establiments de servei als particulars que hi havia el 2009, 1 era un paleta, 2 fusteries, 1 lampisteria i 1 empresa de construcció.
L'any 2000 a Chaourse hi havia 9 explotacions agrícoles.

## Equipaments sanitaris i escolars
El 2009 hi havia una escola elemental.

## Poblacions més properes
El següent diagrama mostra les poblacions més properes.